# Pro Evolution Soccer
Pro Evolution Soccer (oficialmente abreviado como PES, y conocido como World Soccer: Winning Eleven 5 en su versión japonesa) es un videojuego de fútbol para PlayStation, PlayStation 2, el cual se lanzó a la venta en el año 2001. Es el primer videojuego de la serie Pro Evolution Soccer.
World Soccer: Winning Eleven 5 Final Evolution también se lanzó en Japón después del lanzamiento de Pro Evolution Soccer en Europa.
PES fue sucedido por Pro Evolution Soccer 2, que se lanzó en 2002.

## Comentarios en el juego
En la versión inglesa del juego, Chris James y Terry Butcher proporcionan comentarios sobre los partidos, mientras que en la versión japonesa los comentaristas son Jon Kabira y Katsuyoshi Shinto.

## Modos de juego
- Modo partido: rendimiento entre dos equipos nacionales o de clubes.
- Juego All Star: los mejores jugadores de Europa contra los mejores futbolistas del resto del mundo
- Penaltis: dos equipos o clubes nacionales compiten en penaltis
- Liga: campeonato de ida y vuelta con 16 equipos nacionales.
- Copa Internacional: 32 equipos se dividen en 8 grupos A-H; los dos primeros pasan a la fase eliminatoria;
- Copa de Europa: 16 equipos nacionales europeos se dividen en 4 grupos A-D; los dos primeros pasan a la fase eliminatoria;
- Copa Africana: los 6 equipos africanos (Marruecos, Túnez, Egipto, Nigeria, Camerún, Sudáfrica) compiten en un torneo eliminatorio;
- Copa Americana: los 10 equipos americanos (Estados Unidos, México, Jamaica, Colombia, Brasil, Perú, Chile, Paraguay, Uruguay, Argentina) compiten en un torneo eliminatorio;
- Copa de Asia: los 5 equipos asiáticos (Japón, Corea del Sur, China, Irán, Arabia Saudita) y el equipo de Oceanía (Australia) compiten en un torneo eliminatorio;
- Copa Konami
- Liga Master: campeonato dividido en dos series de 16 equipos de clubes en los que es posible comprar los jugadores que se desplegarán;
- Modo de entrenamiento

## Clubes
| - Manchester - London - Chelsea - Liverpool - Leeds - Westham - Newcastle - Barcelona - Madrid - Valencia - La Coruña - Monaco - Marseille - Paris - Bordeaux - Ámsterdam | - Rotterdam - Eindhoven - Internacional - Piemonte - Milano - Lazio - Parma - Firenze - Roma - Dortmund - Munchen - Leverkusen - Río de Janeiro - Palestora - La Plata - Buenos Aires |

## Selecciones nacionales

### Europa (30)
| - Alemania - Austria - Bélgica - Bulgaria - Croacia - Dinamarca - Escocia - Eslovenia - España - Finlandia - Francia - Gales - Grecia - Hungría - Inglaterra | - Irlanda - Irlanda del Norte - Italia - Noruega - Holanda - Polonia - Portugal - República Checa - Rumania - Rusia - Serbia - Suecia - Suiza - Turquía - Ucrania |

### África (6)
| - Camerún - Egipto - Marruecos | - Nigeria - Sudáfrica - Túnez |

### Norteamérica, Centroamérica, Caribe y Sudamérica (11)
| - Argentina - Brasil - Chile - Colombia - Costa Rica - Jamaica | - Estados Unidos - México - Paraguay - Perú - Uruguay |

### Asia y Oceanía (6)
| - Arabia Saudita - Australia - China | - Corea del Sur - Irán - Japón |

## Estadios
En el videojuego hay 8 estadios con nombres ficticios:
- Lombardi Colosseum (San Siro)
- Catalonia Stadium (Camp Nou)
- North-East Stadium (Highbury)
- Orange Arena (Amsterdam Arena)
- Munich Stadium (Olympiastadion)
- Monte Carlo Stadium (Stade Louis II)
- Asia Stadium (Estadio Asiad de Busan)
- International Stadium (Hampden Park)

## Recepción
La versión de PlayStation 2 recibió "reconocimiento universal" según el agregador de revisión de videojuegos Metacritic. En Japón, Famitsu le dio a las versiones original y J.League una puntuación de 34 de 40, y la versión Final Evolution 33 de 40, todas en la misma versión de consola.
La versión PlayStation 2 de Pro Evolution Soccer recibió un premio de ventas "Gold" de la Entertainment and Leisure Software Publishers Association (ELSPA), indicando ventas de al menos 200 000 copias en el Reino Unido.